# Comsan Merndee
Comsan Merndee (thailändisch คมสันต์ เมินดี, * 6. März 1993) ist ein thailändischer Fußballspieler.

## Karriere
Comsan Merndee spielte bis Ende 2015 beim Erstligisten Navy FC. Der Verein aus Sattahip spielte in der ersten Liga des Landes, der Thai Premier League. Für die Navy absolvierte er 2015 24 Erstligaspiele. 2016 wechselte er zum Ligakonkurrenten Sisaket FC nach Sisaket. Bis zum Abstieg in die zweite Liga spielte er 50 Mal in der ersten Liga. Bis Mitte 2019 spielte er mit Sisaket in der Thai League 2. Nach der Hinserie wechselte er zum Ligakonkurrenten Air Force United nach Bangkok. Für den Hauptstadtclub absolvierte er 15 Zweitligaspiele. Am Ende der Saison gab die Air Force bekannt, dass sich der Verein aus der Liga zurückzieht. 2020 unterschrieb er einen Vertrag beim Zweitligisten Uthai Thani FC. Für den Verein aus Uthai Thani spielte er zehnmal in der zweiten Liga. Ende 2020 wurde sein Vertrag nicht verlängert.
Seit dem 1. Januar 2021 ist Merndee vertrags- und vereinslos.